# Liste der Bundestagswahlkreise

Wahlkreiseinteilung zur Bundestagswahl 2025

Die Liste der Bundestagswahlkreise gibt einen Überblick über die Verteilung und Nummerierung der Wahlkreise der Bundestagswahlen seit 1949 und verweist auf die einzelnen Jahreslisten. Die Wahlkreise wurden jeweils im Bundeswahlgesetz festgelegt.

## Wahlkreisnummerierung nach Bundesland seit 1949
| Land                     | 1949 | 1953    | 1957–1961 | 1965–1976 | 1980–1986 | 1990–1998 | 2002    | 2005    | 2009    | 2013    | 2017–2021 | 2025    |
| ------------------------ | ---- | ------- | --------- | --------- | --------- | --------- | ------- | ------- | ------- | ------- | --------- | ------- |
| Schleswig-Holstein       | 1–14 | 1–14    | 1–14      | 1–11      | 1–11      | 1–11      | 1–11    | 1–11    | 1–11    | 1–11    | 1–11      | 1–11    |
| Mecklenburg-Vorpommern   | –    | –       | –         | –         | –         | 262–270   | 12–18   | 12–18   | 12–18   | 12–17   | 12–17     | 12–17   |
| Hamburg                  | 1–8  | 15–22   | 15–22     | 12–19     | 12–18     | 12–18     | 19–24   | 19–24   | 19–24   | 18–23   | 18–23     | 18–23   |
| Niedersachsen            | 1–34 | 23–56   | 23–56     | 20–49     | 19–49     | 19–49     | 25–53   | 25–53   | 25–54   | 24–53   | 24–53     | 24–53   |
| Bremen                   | 1–3  | 57–59   | 57–59     | 50–52     | 50–52     | 50–52     | 54–55   | 54–55   | 55–56   | 54–55   | 54–55     | 54–55   |
| Brandenburg              | –    | –       | –         | –         | –         | 271–282   | 56–65   | 56–65   | 57–66   | 56–65   | 56–65     | 56–65   |
| Sachsen-Anhalt           | –    | –       | –         | –         | –         | 283–295   | 66–75   | 66–75   | 67–75   | 66–74   | 66–74     | 66–73   |
| Berlin                   | –    | –       | –         | –         | –         | 249–261   | 76–87   | 76–87   | 76–87   | 75–86   | 75–86     | 74–85   |
| Nordrhein-Westfalen      | 1–66 | 60–125  | 60–125    | 53–125    | 53–123    | 53–123    | 88–151  | 88–151  | 88–151  | 87–150  | 87–150    | 86–149  |
| Sachsen                  | –    | –       | –         | –         | –         | 308–328   | 152–168 | 152–168 | 152–167 | 151–166 | 151–166   | 150–165 |
| Hessen                   | 1–22 | 126–147 | 126–147   | 126–147   | 124–145   | 124–145   | 169–189 | 169–189 | 168–188 | 167–188 | 167–188   | 166–187 |
| Thüringen                | –    | –       | –         | –         | –         | 296–307   | 190–199 | 190–198 | 189–197 | 189–197 | 189–196   | 188–195 |
| Rheinland-Pfalz          | 1–15 | 148–162 | 148–162   | 148–163   | 146–161   | 146–161   | 200–214 | 199–213 | 198–212 | 198–212 | 197–211   | 196–210 |
| Bayern                   | 1–47 | 196–242 | 196–242   | 200–243   | 199–243   | 199–243   | 215–258 | 214–258 | 213–257 | 213–257 | 212–257   | 211–257 |
| Baden-Württemberg        | –    | 163–195 | 163–195   | 164–199   | 162–198   | 162–198   | 259–295 | 259–295 | 258–295 | 258–295 | 258–295   | 258–295 |
| Saarland                 | –    | –       | 243–247   | 244–248   | 244–248   | 244–248   | 296–299 | 296–299 | 296–299 | 296–299 | 296–299   | 296–299 |
| Baden                    | 1–7  | –       | –         | –         | –         | –         | –       | –       | –       | –       | –         | –       |
| Württemberg-Baden        | 1–20 | –       | –         | –         | –         | –         | –       | –       | –       | –       | –         | –       |
| Württemberg-Hohenzollern | 1–6  | –       | –         | –         | –         | –         | –       | –       | –       | –       | –         | –       |

## Anzahl der Bundestagswahlkreise nach Bundesland seit 1949
| Land                   | 1949 | 1953 | 1957 & 1961 | 1965–1976 | 1980–1987 | 1990–1998 | 2002 | 2005 | 2009 | 2013 | 2017 & 2021 | 2025 |
| ---------------------- | ---- | ---- | ----------- | --------- | --------- | --------- | ---- | ---- | ---- | ---- | ----------- | ---- |
| Schleswig-Holstein     | 14   | 14   | 14          | 11        | 11        | 11        | 11   | 11   | 11   | 11   | 11          | 11   |
| Mecklenburg-Vorpommern | –    | –    | –           | –         | –         | 9         | 7    | 7    | 7    | 6    | 6           | 6    |
| Hamburg                | 8    | 8    | 8           | 8         | 7         | 7         | 6    | 6    | 6    | 6    | 6           | 6    |
| Niedersachsen          | 34   | 34   | 34          | 30        | 31        | 31        | 29   | 29   | 30   | 30   | 30          | 30   |
| Bremen                 | 3    | 3    | 3           | 3         | 3         | 3         | 2    | 2    | 2    | 2    | 2           | 2    |
| Brandenburg            | –    | –    | –           | –         | –         | 12        | 10   | 10   | 10   | 10   | 10          | 10   |
| Sachsen-Anhalt         | –    | –    | –           | –         | –         | 13        | 10   | 10   | 9    | 9    | 9           | 8    |
| Berlin                 | –    | –    | –           | –         | –         | 13        | 12   | 12   | 12   | 12   | 12          | 12   |
| Nordrhein-Westfalen    | 66   | 66   | 66          | 73        | 71        | 71        | 64   | 64   | 64   | 64   | 64          | 64   |
| Sachsen                | –    | –    | –           | –         | –         | 21        | 17   | 17   | 16   | 16   | 16          | 16   |
| Hessen                 | 22   | 22   | 22          | 22        | 22        | 22        | 21   | 21   | 21   | 22   | 22          | 22   |
| Thüringen              | –    | –    | –           | –         | –         | 12        | 10   | 9    | 9    | 9    | 8           | 8    |
| Rheinland-Pfalz        | 15   | 15   | 15          | 16        | 16        | 16        | 15   | 15   | 15   | 15   | 15          | 15   |
| Bayern                 | 47   | 47   | 47          | 44        | 45        | 45        | 44   | 45   | 45   | 45   | 46          | 47   |
| Baden-Württemberg      | 33 1 | 33   | 33          | 36        | 37        | 37        | 37   | 37   | 38   | 38   | 38          | 38   |
| Saarland               | –    | –    | 5           | 5         | 5         | 5         | 4    | 4    | 4    | 4    | 4           | 4    |
| gesamt                 | 242  | 242  | 247         | 248       | 248       | 328       | 299  | 299  | 299  | 299  | 299         | 299  |

## Bundestagswahlkreise nach Jahren
- Liste der Bundestagswahlkreise 1949, 1953, 1957 und 1961
- Liste der Bundestagswahlkreise 1965 und 1969
- Liste der Bundestagswahlkreise 1972
- Liste der Bundestagswahlkreise 1976
- Liste der Bundestagswahlkreise 1980 und 1983
- Liste der Bundestagswahlkreise 1987
- Liste der Bundestagswahlkreise 1990
- Liste der Bundestagswahlkreise 1998
- Liste der Bundestagswahlkreise 2002
- Liste der Bundestagswahlkreise 2005
- Liste der Bundestagswahlkreise 2009
- Liste der Bundestagswahlkreise 2013
- Liste der Bundestagswahlkreise 2017
- Liste der Bundestagswahlkreise 2021
- Liste der Bundestagswahlkreise 2025